# ويل هوتون
ويل هوتون (بالإنجليزية: Will Hutton) هو صحفي وكاتب واقتصادي بريطاني، ولد في 21 مايو 1950 في Woolwich ‏ في المملكة المتحدة.